# 2e régiment de chasseurs d'Afrique
Pour les articles homonymes, voir 2e régiment.
Le 2e régiment de chasseurs d'Afrique (ou 2e RCA) est un régiment de cavalerie de l'armée française créé en novembre 1831 et dissous à l'issue de la Guerre d'Algérie en 1964.

## Création et différentes dénominations
Le 2e régiment de chasseurs d'Afrique est créé à Oran par l'ordonnance royale du 17 novembre 1831. Tout comme pour le 1er RCA créé simultanément à Alger, chaque escadron comporte 130 chevaux de troupe et 10 hommes à pied. Son premier casernement est la mosquée du bey Mohamed el-Kébir, fortifiée pour l'occasion. Après avoir participé à la conquête de l'Algérie, puis à la plupart des conflits majeurs du pays, le régiment est dissout en 1964 à l'issue de la Guerre d'Algérie.

## Historique des garnisons, campagnes et batailles

### 1831 à 1848
- Armée d'Afrique-Algérie 1832-1854

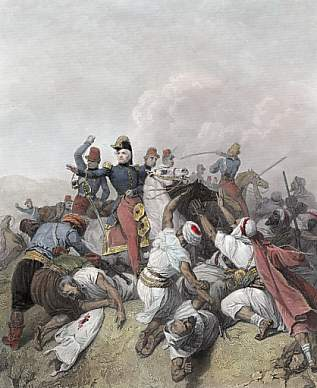
Bataille de la Sikkak en 1836 contre Abd el-Kader.

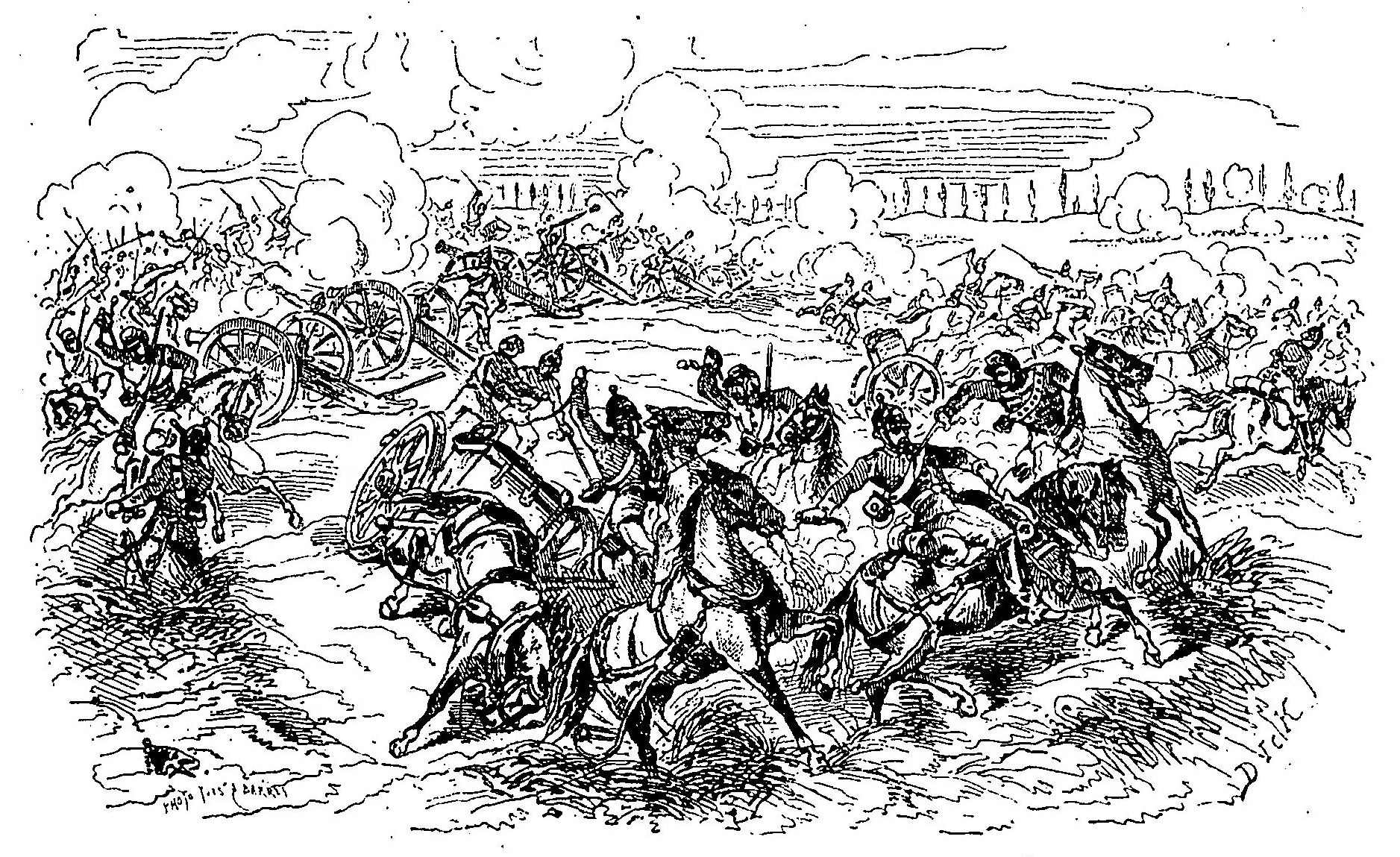
Le 2e RCA sabrant une batterie prussienne lors de la bataille de Saint-Privat en 1871.

  - 1832-1833 : constitution progressive à Oran du régiment en hommes et en chevaux, avec un escadron turc[3].
  - 1833-1834 : deux émeutes au seing des rangs du régiment, se concluant pour la seconde par la traduction des émeutiers devant un conseil de guerre et l’exécution de l'un d'eux devant toutes les troupes[4].
  - 26-27 juin 1835 : Bataille du Sig, où le régiment perd son chef, le colonel Auguste Oudinot. A cette date certains escadrons ne sont pas encore armés de façon réglementaire, étant parfois encore équipés de mousquetons et de lances au lieu de fusils de dragon[5].
  - 6 juillet 1836 : Bataille de la Sikkak
  - À partir de 1838, dirigés par le colonel Randon, les chasseurs exécutent des travaux agricoles du plus haut intérêt pour la colonisation, conduisant à la renommée de la ferme-modèle dont le régiment a la concession[6].
  - 8-11 novembre 1840 : Enlèvement des matamores de Bou-Chouicha
  - 22 septembre 1843 : Bataille de Sidi Youssef 
-" Morris se conduisit en Achille puisqu'il a combattu pendant plus d'une demi-heure six mille cavaliers avec moins de cinq cents chevaux." Maréchal Bugeaud, 1844.
  - 11 novembre 1843 : combat de l'oued El Malah où le brigadier Gérard du 2e RCA tue le kalifat[7] Mohammed Ben Allel dit Sidi-Embarek, conseiller et véritable homme de guerre d'Abd-el-Kader.
  - 14 août 1844 : Bataille d'Isly

### Second Empire
- Armée d'Afrique-Algérie 1832-1854
  - 4 décembre 1852 : Siège de Laghouat[8]
- Armée d'Orient 1854-1856
  - 1855 : Siège de Sébastopol
- Algérie 1857-1858
- 1859 : Italie
  - 24 juin 1859 : Bataille de Solférino
- 1860 : Chine
  - Combat de Chang Kia Woo
- 1863-1867 : Mexique
  - 5 mai 1863 : Bataille de San Pablo del Monte (siège de Puebla)
- 1870 : Algérie[9]
- 1870 : Guerre franco-allemande de 1870[10],[11]
  - 16 août 1870 : Bataille de Mars-la-Tour[12],[13]. 12 officiers, 125 cavaliers et 150 chevaux périssent au cours de la charge[14]
  - 18 août 1870 : Bataille de Saint-Privat[15]
  - 1er septembre 1870 : Bataille de Sedan[16],[17]

### 1871-1914
- Algérie 1871-1882[18]
- Madagascar 1895

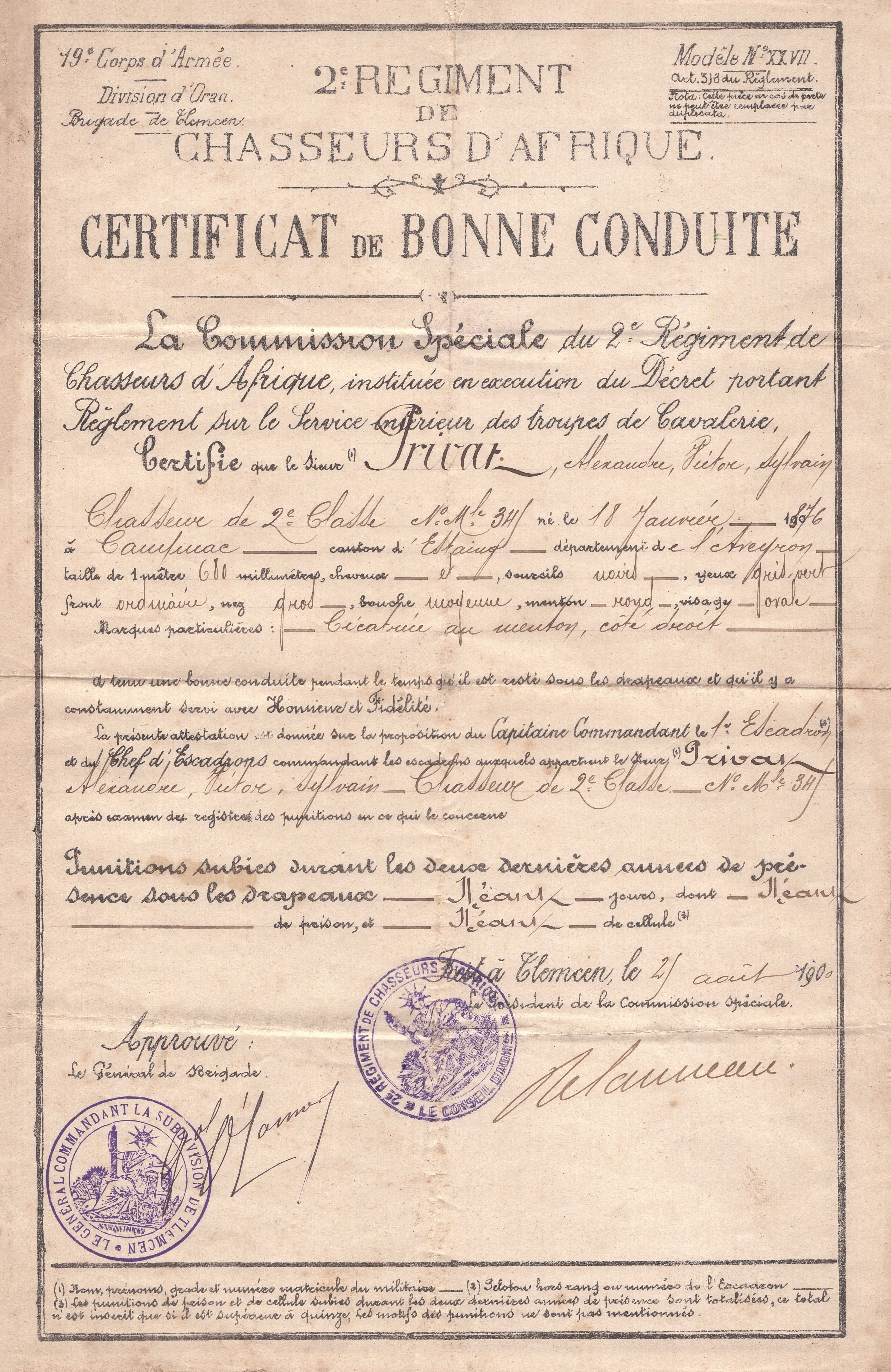
Certificat de bonne conduite du 2e RCA, août 1900.

- Algérie 1897-1900, basé à Tlemcen[19],[20]
- Maroc 1907-1913.

### Première Guerre mondiale

#### Affectation
- Grande Guerre 1914-1918.
  - " Régiment d'élite vous êtes, régiment d'élite vous devez rester." Colonel Chalanqui-Beuret, 1918.

### L'entre deux guerres
- Après l'Armistice du 11 novembre, le 2e RCA est affecté à la zone d'occupation en Allemagne de Langen et de Weiterstadt.
- Transféré au Maroc en 1919 à Oujda. Les 5e, 6e et 7e escadrons (à pied)  participent aux opérations de maintien de l'ordre dans la région de Taza.
- Le 15 octobre 1922, le 2e RCA est stationné en Algérie, à Mascara. Un escadron est détaché à Tlemcen.

### Seconde Guerre mondiale

#### 1940
- Mars 1940: le 2e RCA transite par Perregaux et Tebessa en Algérie. Il est affecté en Tunisie dans la région de Gafsa.
- Juillet 1940: le régiment est de retour en Algérie, en garnison à Oran. Il est intégré au début de 1942 dans la 2e Brigade de Cavalerie d'Algérie.

#### 1942
- 19 novembre 1942: Campagne de Tunisie. Le 2e RCA détache 3 escadrons de composition variée (mixte, porté, anti-chars) et deux pelotons de chars auprès de la Ire Brigade Légère Mécanique d'Algérie (BLM), aux ordres du colonel Touzet du Vigier.

#### 1944
Le 2e RCA, intègrée à la 1re division blindée, (Ire DB), commandée par le général Touzet du Vigier, débarque en Provence et participe à la Libération de la France.

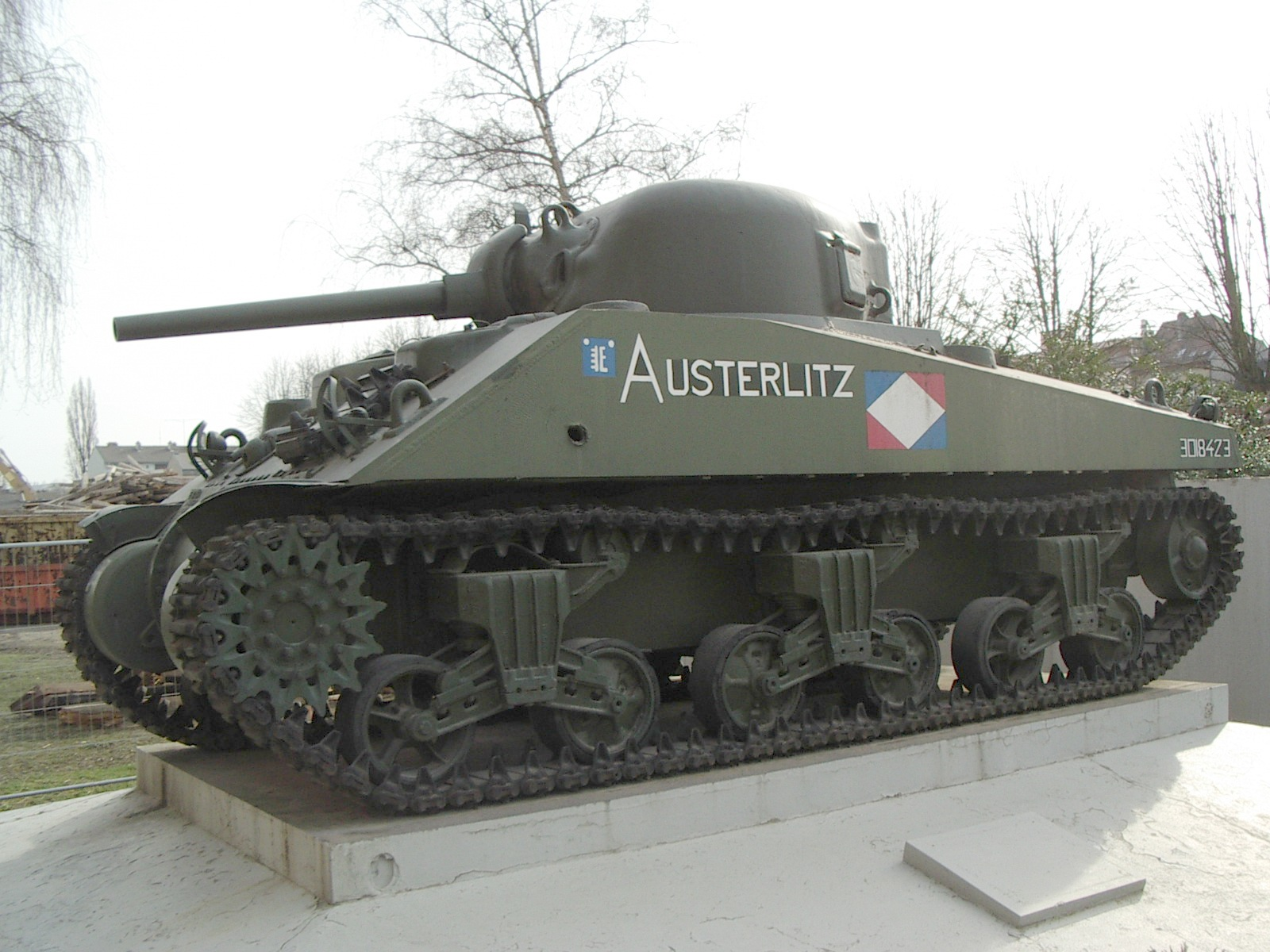
Le Sherman Austerlitz du lieutenant de Loisy, détruit à Mulhouse le 23 novembre 1944.

- Au cours de la campagne de la Libération, le 2e RCA a atteint le Rhin le premier, le 19 novembre 1944. À l'avant-garde, le peloton de chars du lieutenant Jean Carrelet de Loisy investit la ville de Mulhouse,qui conserve la mémoire de ce jeune chef héroïque, mort pour la France.

#### 1945
- «  Magnifique régiment de chars, a participé à tous les combats des campagnes de France et d'Allemagne » (Citation du Général de Gaulle, 1945).

### Après guerre
- Juillet 1945: Occupation en Allemagne Trèves.
- Octobre 1945: Retour en France. Angoulême, Fontenay-le-Comte, Camp de Braconne.
- Mai 1946: Transfert en Algérie. Mascara. Puis Tlemcen en 1949.
- Juin 1954: un groupe léger est détaché en Tunisie dans la région de Gafsa.

### Guerre d'Algérie
- Algérie 1956-1962 : Assurant le maintien de l'ordre dans la région de Tlemcen en novembre 1954, plusieurs escadrons sont détachés ; le 3e dans les Aurès (nov 54-janv 55), les 1er et 4e au Maroc (août à oct 55). de septembre 1956 à août 1962, le régiment opère près du barrage à la frontière Marocaine (zone ouest Oranais - 12e DI). En septembre 1962, le régiment est regroupé à Sidi Bel Abbés et affecté à la 4e Division. Le régiment a perdu 27 hommes dont 12 par accident de circulation. En juin 1964, le régiment embarque à Mers el Kébir pour rejoindre Orange où il fusionne avec le Centre d'Instruction du 11e Cuirassiers pour former le 2e Régiment de Chasseurs implanté à Thierville, près de Verdun.

## Traditions

### Devise
En avant tout est votre

### Étendard
Il porte, cousues en lettres d'or dans ses plis, les inscriptions suivantes :,.

- La Sickack 1836
- Isly 1844
- Sebastopol 1855
- Solférino 1859
- Puebla 1863
- Maroc 1907-1913
- L'Ourcq 1914
- Thiérache 1918
- Mulhouse 1944
- Bade 1945
- AFN 1952-1962

### Décorations
La cravate de l'étendard est décorée :
- De la Croix de guerre 1939-1945 avec 1 palme.
- Du Mérite Militaire Chérifien.
- Médaille d'or de la Ville de Milan.

## Chefs de corps
| - 1831 - 1833 : Colonel Létang (**) - 1833 - 1835 : Colonel Oudinot - 1835 : Lieutenant-Colonel de Beaufort (juin-juillet) - 1835 - 1836 : Colonel Lefebvre de Gouy - 1836 - 1838 : Colonel Servat de Laisle - 1838 - 1841 : Colonel Randon (¤) - 1841 - 1843 : Colonel Marey (**) - 1843 - 1843 : Colonel Martin de Bourgon - 1843 - 1847 : Colonel Morris (**) - 1847 - 1851 : Colonel Cousin-Montauban (**) - 1851 - 1854 : Colonel Rame - 1854 - 1855 : Colonel de Jourdan - 1855 - 1863 : Colonel de Brémond d'Ars (**) - 1863 - 1867 : Colonel Petit - 1867 - 1870 : Colonel de la Jaille (**) - 1870 - 1871 : Colonel de Lamartinière - 1871 - 1872 : Colonel de Percin Northumberland - 1872 - 1875 : Colonel Bignon - 1875 - 1883 : Colonel de Simard de Pitray - 1883 - 1889 : Colonel Roullet - 1889 - 1889 : Colonel Haubt - 1889 - 1890 : Colonel Servat de Laisle - 1890 - 1896 : Colonel O'Connor - 1896 - 1902 : Colonel Pierre-Léon Delanneau, - 1902 - 1904 : Colonel Valicon - 1904 - 1905 : Colonel Aubier - 1907 - 1908 : Colonel Caruel - 1908 - 1912 : Colonel Henrys | - 1912 - 1913 : Colonel de Cugnac - 1913 - 1914 : Colonel Dumas de Champvallier - 1914 : Colonel Chine - 1914 : Lieutenant-colonel Chalanqui-Beuret - 1918 : Lieutenant-colonel Baudinot - 1918 - 1919 : Colonel de Chabannes - 1919 - 1922 : Colonel Moog - 1922 - 1922 : Colonel Corrard des Essarts - 1922 - 1924 : Colonel Zoellner - 1924 - 1926 : Colonel Trutié de Vaucresson - 1926 - 1928 : Colonel Choderlos de Laclos - 1928 - 1931 : Colonel Henry-Couannier - 1931 - 1936 : Colonel Lesné - 1937 : colonel Florange (de janvier à juin) - 1937 - 1940 : Colonel Gelly - 1940 - 1942 : Colonel Adol - 1942 - 1943 : Colonel Sudre - 1943 - 1946 : Colonel Lodin de Lepinay - 1946 - 1948 : Colonel Moissenet - 1948 - 1952 : Colonel du Boulet de la Boissière - 1952 - 1954 : Colonel Le Corbeiller - 1954 - 1957 : Colonel Naud-Passajon - 1957 - 1959 : Colonel Lemond - 1959 - 1960 : Colonel de La Ferté-Sénectère - 1960 - 1962 : Colonel Martin-Siegfried - 1962 - 1963 : Colonel Fresson - 1963 - 1964 : Colonel Deschard |

(*) Officier qui devint par la suite général de brigade

(**) Officier qui devint par la suite général de division

(¤) Officier qui devint par la suite maréchal

## Faits d'armes faisant particulièrement honneur au régiment
Le 16 mai 1843, 60 cavaliers du 2e chasseurs d'Afrique, sous les ordres du capitaine Favart, portent assistance à un autre groupe de 50 cavaliers du 2e, menés par le capitaine Daumas et encerclés par plus de 1500 cavaliers Flittas, loin de la colonne principale. Souhaitant "partager leur sort et mourir glorieusement" plutôt que regagner la colonne avec "la honte d'une lâcheté", les cavaliers n'hésitent pas à charger, sabre à la main, en se contentant de faire prévenir le général Gentil. Ils parviennent ainsi à briser le cercle ennemi qui se referme derrière eux, et rejoignent leurs compagnons qui résistent autour du marabout de Sidi Rached, situé sur un petit tertre. Le combat s'achève par l'arrivée d'un bataillon du 32e guidé par le général en personne, qui parvient à disperser l'ennemi. Les pertes s'élèvent à 22 tués et 30 blessés, dont 6 des 7 officiers des deux escadrons. Le combat de Sidi Rached eut un retentissement important au sein de l'Armée d'Afrique, selon le capitaine Blanc qui relate ce fait d'armes dans ses Souvenirs d'un vieux zouave.

## Autres faits notables
La chambre criminelle de la Cour de Cassation a eu à se prononcer sur le sens juridique d'un "ordre de service", dans son jugement no 394 du 25 novembre 1886. Arsène Chéron, cavalier au 2e régiment de chasseurs d'Afrique, avait été puni de huit jours de prison ; en l'envoyant aux salles de discipline, le maréchal des logis de service lui prescrivit de retirer l'uniforme qu'il portait et de prendre la tenue des hommes punis ; Chéron refusa par trois fois, malgré la lecture qui lui fut donnée des dispositions de la loi relatives au refus d'obéissance, et il dut être traduit de ce chef devant le conseil de guerre d'Oran. Il fut reconnu coupable, à l'unanimité, du délit d'avoir refusé d'obéir, et condamné à un an d'emprisonnement, par application de l'article 218 du code de justice militaire. Sur le recours du condamné, le conseil de révision d'Alger a annulé, à une courte majorité, le jugement du conseil de guerre : « Attendu que l'article précité ne prévoit et ne punit que le refus d'obéissance à un ordre donné pour l'exécution du service... et que l'injonction de changer de tenue pour se rendre aux salles de discipline n'est pas un ordre de service dans le sens que la loi a entendu donner à ce mot ». La Cour a cassé et annulé cette décision, suivant le réquisitoire dressé par le procureur général, en considérant que l'expression ordre de service devait être entendue dans son sens le plus général et embrassait tous les ordres relatifs à l'accomplissement d'un devoir militaire quelconque, et qu'il était donc impossible de ne pas l'appliquer aux injonctions que les chefs adressent à leurs subordonnés pour tout ce qui touche à la discipline des troupes et spécialement à leur tenue.

## Personnalités ayant servi au sein du régiment
- Le lieutenant-colonel Lacombe de La Tour
- Le général Margueritte s'y est engagé en 1842[27]
- Le général Langle de Cary y servait en 1870 lors de guerre franco-prussienne[28]
- Le maréchal Randon a commandé le régiment
- Le lieutenant Carrelet de Loisy
- Marc Martin-Siegfried (1911-1990), Compagnon de la Libération, chef de corps en 1960.
- Le Capitaine Francis Morand, gendarme, résistant, mort en déportation.
- Félix Tilly (1904-1963), Compagnon de la Libération.

## Sources et bibliographie
- Historique sommaire du deuxième régiment de chasseurs d'Afrique pendant la campagne 1914-1918, Lyon, Bouchet et Chambefort, 128 p., lire en ligne sur Gallica.
- Pierre Dufour, Les chasseurs de Lorraine : 1er-2e régiment de chasseurs, Panazol, Lavauzelle, 2009, 277 p. (ISBN 978-2-7025-1495-5)